# Kanmaki (Nara)
Kanmaki (上牧町 Kanmaki-chō?) es un pueblo localizado en la prefectura de Nara, Japón. En julio de 2019 tenía una población estimada de 21.386 habitantes y una densidad de población de 3.483 personas por km². Su área total es de 6,14 km².

## Geografía

### Localidades circundantes
- Prefectura de Nara
  - Kashiba
  - Ōji
  - Kawai
  - Kōryō

## Demografía
Según datos del censo japonés, la población de Kanmaki se ha mantenido estable en los últimos años.
| Año del censo | Población |
| ------------- | --------- |
| 1995          | 23.811    |
| 2000          | 24.005    |
| 2005          | 24.953    |
| 2010          | 23.728    |
| 2015          | 22.054    |

## Educación
- Educación primaria
  - Escuela elemental de Kanmaki
  - Escuela elemental de Kanmaki Daini
  - Escuela elemental de Kanmaki Daisan
- Educación secundaria
- Instituto Kanmaki
  - Instituto Kanmaki Daini
- Escuelas especiales
  - Escuela Nishiwa